# Живетьев, Юрий Андрианович
Ю́рий Андриа́нович Живе́тьев (9 августа 1943, Хабаровск — 2 мая 2014, там же) — русский советский архитектор. Заслуженный архитектор Российской Федерации (2004)

## Биография
Родился в семье военнослужащего. В детстве впечатлённый масштабной реконструкцией родного города решил стать архитектором.
Окончив среднюю школу, два года отработал на заводе и в проектном институте. Отслужил срочную службу в военно-морских силах. После демобилизации, в 1965 году поступил на архитектурный факультет в Новосибирский инженерно-строительный институт. В это время в институте преподавали известные в Сибири архитекторы Е. А. Ащепков, Л. К. Минерт, Б. И. Оглы, С. Н. Баландин и др. Студентом выполнял художественные работы для газеты «Молодость Сибири». По окончании института по распределению был направлен в проектный институт «Красноярскгипросовхозстрой», главный архитектор отдела (1970—1972), заместитель главного архитектора Читинской области (1972—1979).
С 1979 года жил и работал в Хабаровске. Главный архитектор Хабаровска (1979—1994), главный архитектор ООО «Инархком» (1994—1997), заместитель министра строительства Хабаровского края с полномочиями главного архитектора края (2000—2010).
С 1980 по 1992 год разрабатывал проект генерального плана Хабаровска (соавторы Л. Ю. Тарлер, В. А. Николаева, В. А. Воронов). 
В 1983 году у подножия Амурского утёса, вскоре после сооружения тут каменной набережной, установили памятную доску в честь основания Хабаровска работы Юрия Живетьев в соавторстве с Н. Д. Романишко.
В творческих коллективах хабаровских архитекторов участвовал в разрабатке проектов застройки микрорайонов геофизической экспедиции в пос. Красная Речка, судостроительного завода; жилых домов и административных зданий: Конэкагропромбанк, трёхквартирный жилой дом по улица Калинина, комплекс краевого цирка на 1377 зрителей, занимался проектами реконструкции, благоустройства и реставрации: улица Муравьёва-Амурского, комплекс железнодорожного вокзала Хабаровска и концертного здания краевой филармонии.
Одной из главных работ Живетьева считается проект кафедрального Спасо-Преображенского собора на площади Славы Хабаровска (третий по величине собор в России).
Скончался после тяжёлой продолжительной болезни. 
В 2014 году был выдвинут на присвоение Звания почётный гражданин Хабаровска, но скончался перед голосованием депутатов городской думы

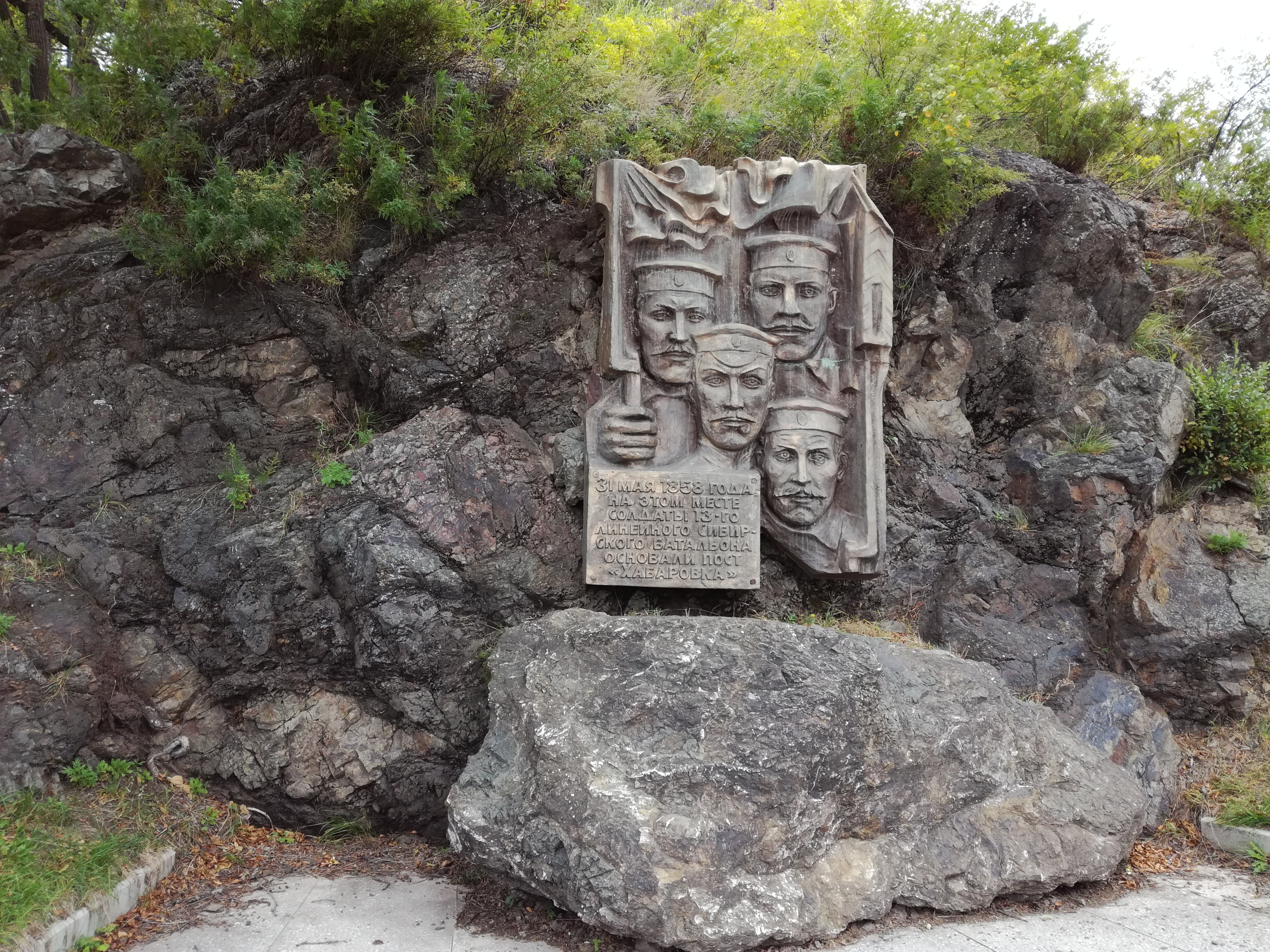
Памятная доска в честь основания Хабаровска